# Летиція Тайлер
Летиція Тайлер, до шлюбу Крістіан (12 листопада 1790 — 10 вересня 1842) — американська політична діячка. Перша дружина президента Джона Тайлера і господиня Білого дому з 1841 по 1842 рік, друга леді США. Вела переважно замкнений від публічності спосіб життя. Перша з перших леді США, яка померла в Білому домі, під час виконання своєї ролі (після неї були Керолайн Гаррісон (1892) та Еллен Акссон Вілсон (1914).

## Життєпис
Летиція Крістіан народилася на плантації Сідар-Гроув в окрузі Нью-Кент, штат Вірджинія, і була дочкою Мері (до шлюбу Браун) й полковника Роберта Крістіана, процвітаючого плантатора. Летиція була сором'язлива, тиха, побожна і, за всіма ознаками, безкорислива і віддана своїй родині.
У 1808 році вона зустріла Джона Тайлера, тодішнього студента юридичного факультету. Їх п'ятирічні залицяння були стриманими, і за три тижні до весілля Тайлер вперше поцілував її — в руку. У єдиному збереженому любовному листі до неї, написаному за кілька місяців до їхнього весілля, Тайлер пообіцяв: «Незалежно від того, пливу я, чи тону в потоці фортуни, Ви можете бути впевнені в тому, що я ніколи не перестану Вас любити».

### Шлюб та діти
Закохані одружилися у 1808 році, на 23-й день народження Тайлера в Сідар-Гроув, будинку сімейної родини Летиції. Їхній 29-річний шлюб, здається, був щасливим. Летиція Тайлер уникала уваги публіки під час політичного підйому свого чоловіка, віддаючи перевагу домашнім обов'язкам. Під час його служби в Конгресі вона залишилася у Вірджинії, за винятком одного візиту до Вашингтона взимку 1828—1829 років. У 1839 році вона перенесла паралітичний інсульт, який призвів до інвалідності. Як перша леді вона залишилася в житлових приміщеннях на верхньому поверсі Білого дому; залишила їх лише один раз, щоб бути присутньою на весіллі своєї дочки Елізабет у січні 1842 року.
У шлюбі Летиція Тайлер народила сімох дітей, четверо з яких дожили до зрілості:
- Мері Тайлер-Джонс (1815—1848) — одружилася з Генрі Лайтфутом Джонсом, процвітаючим плантатором, у 1835 році.
- Роберт Тайлер (1816—1877) — юрист, державний службовець, особистий секретар батька в Білому домі. Оселився в Філадельфії, де займався юридичною практикою та служив соліситором шерифа. Він також був головним секретарем Верховного суду штату. Одружився з акторкою Прісциллою Купер Тайлер, яка у віці 24 років зайняла посаду господині Білого дому і служила офіційною господинею в Білому домі протягом перших трьох років правління Тайлера. Як лідер Демократичної партії в Пенсільванії, Роберт Тайлер сприяв кар'єрі Джеймса Бьюкенена. На початку Громадянської війни в США він втік з Філадельфії, коли на його будинок напав антипівденний натовп. Він повернувся до Вірджинії, де служив реєстром Казначейства Конфедерації. Після війни зубожілий він оселився в Монтгомері, штат Алабама, і там відновив свої статки як юрист, редактор Montgomery Advertiser і лідер Демократичної партії штату.
- Джон Тайлер III (1819—1896) — юрист, державний службовець. Як і старший брат, також став адвокатом і служив особистим секретарем батька, агітуючи за Джеймса Бьюкенена. Під час громадянської війни служив помічником військового секретаря Конфедерації. Після війни оселився в Балтіморі, де займався адвокатською практикою. Адміністрацією Гранта він був призначений на другорядну посаду в IRS в Таллахассі, штат Флорида.
- Летиція Тайлер-Семпл (1821—1907) — освітянка, дружина Джеймса Семпла, якого її батько призначив наглядачем у ВМС США, шлюб укладено в 1839 році. Шлюб був нещасливим. Наприкінці Громадянської війни в США покинула чоловіка, щоб відкрити школу Eclectic Institute у Балтиморі. Після смерті матері в 1842 році і після того, як її невістка Прісцилла переїхала, Летиція служила батькові як господиня Білого дому, згодом відома як перша леді. Її батько вдруге одружився в 1844 році.
- Елізабет Тайлер-Воллер (1823—1850) — одружилася з Вільямом Н. Воллером у Білому домі в 1842 році. Померла від наслідків пологів у 27 років.
- Аліса Тайлер-Денісон (1827—1854) — одружилася з преподобним Генрі М. Денісоном, єпископським ректором у Вільямсбурзі, у 1850 році. Раптово померла від кольок також у 27 років.
- Тейзуелл Тайлер (1830—1874) — лікар, який служив хірургом в армії Конфедерації під час громадянської війни.

## Смерть і спадщина
Летиція Тайлер є першою з перших леді США, яка померла в Білому домі. Вона померла мирно, у 51 рік, ввечері 10 вересня 1842 року від другого інсульту. Доставлена до Вірджинії для поховання на плантації її народження. Тайлер, Керолайн Гаррісон (1892) та Еллен Акссон Вілсон (1914) — єдині перші леді, які померли в Білому домі.
Її невістка Прісцилла Тайлер згадувала її як «найбезкорисливішу людину, яку тільки можна собі уявити. Не дивлячись на її дуже делікатне здоров'я, мати займається всіма домашніми справами і регулює їх так тихо, що не можна зрозуміти, коли вона це робить».
Летиція Тайлер з'являється на пам'ятній поштовій марці вартістю 28 пенсі (0,28 фунта стерлінгів) від поштового відділення острова Мен, випущеної 23 травня 2006 року, як частина серії на честь американців-менків. Вона також зображена на золотій монеті в півунції та бронзовій медалі, випущених Монетним двором США 2 липня 2009 року.